# Президентский дворец (Вильнюс)
Президе́нтский дворе́ц (лит. Prezidento rūmai) в Вильнюсе — официальная резиденция Президента Литовской Республики; бывший генерал-губернаторский дворец, памятник истории и культурного наследия, одна из достопримечательностей столицы Литвы. Находится в Старом городе рядом с ансамблем Вильнюсского университета по адресу площадь С. Дауканто 3 (S. Daukanto a. 3).

## История

### Епископский дворец

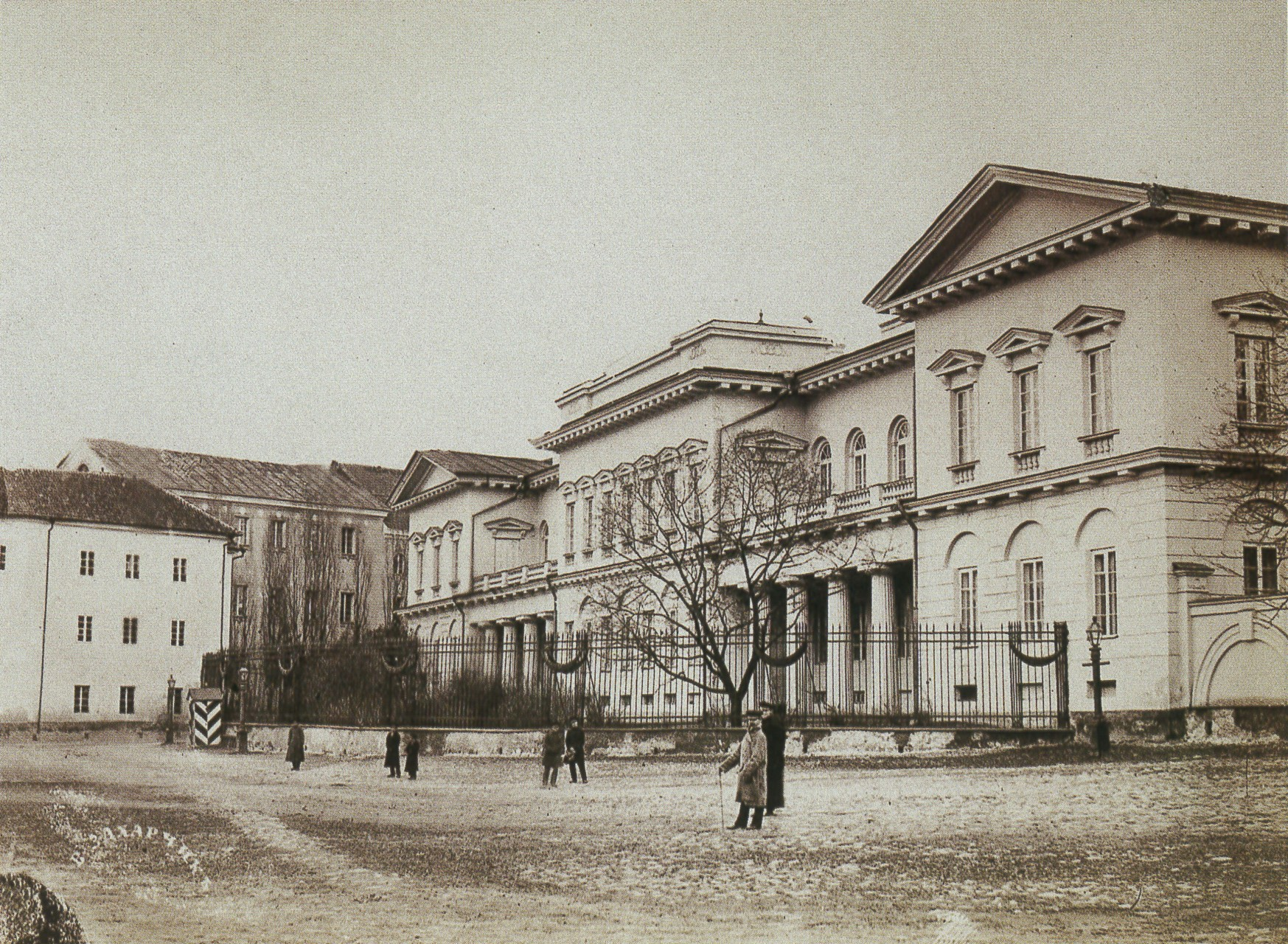
Дворец в конце XIX века

В связи с крещением Литвы великий князь литовский Ягайло привилеем от 17 февраля 1387 года учредил Виленский епископат и даровал ему участок на территории современного дворцового ансамбля («близ города Вильны, у сада Гоштовта»). Располагавшиеся в этом месте палаты Гаштольда (Гоштовта) перешли во владение католических епископов. После пожара 1530 года, уничтожившего епископский дом возле колокольни Кафедрального собора, епископы стали жить в здании на месте нынешнего президентского дворца; по другим сведениям, виленский епископ обосновался в бывшем дворце Гаштольда в 1543 году . Епископский дворец со временем неоднократно перестраивался и расширялся. В XVI веке вокруг него был разбит большой сад.
В XVII—XVIII веках дворец неоднократно горел, подвергался разграблениям и заново отстраивался. Последним епископом, жившим во дворце, был Игнацы Якуб Масальский, казнённый в Варшаве в 1794 году. При нём очередную перестройку дворца осуществил Лауринас Гуцявичюс в 1792 году.

### Генерал-губернаторский дворец

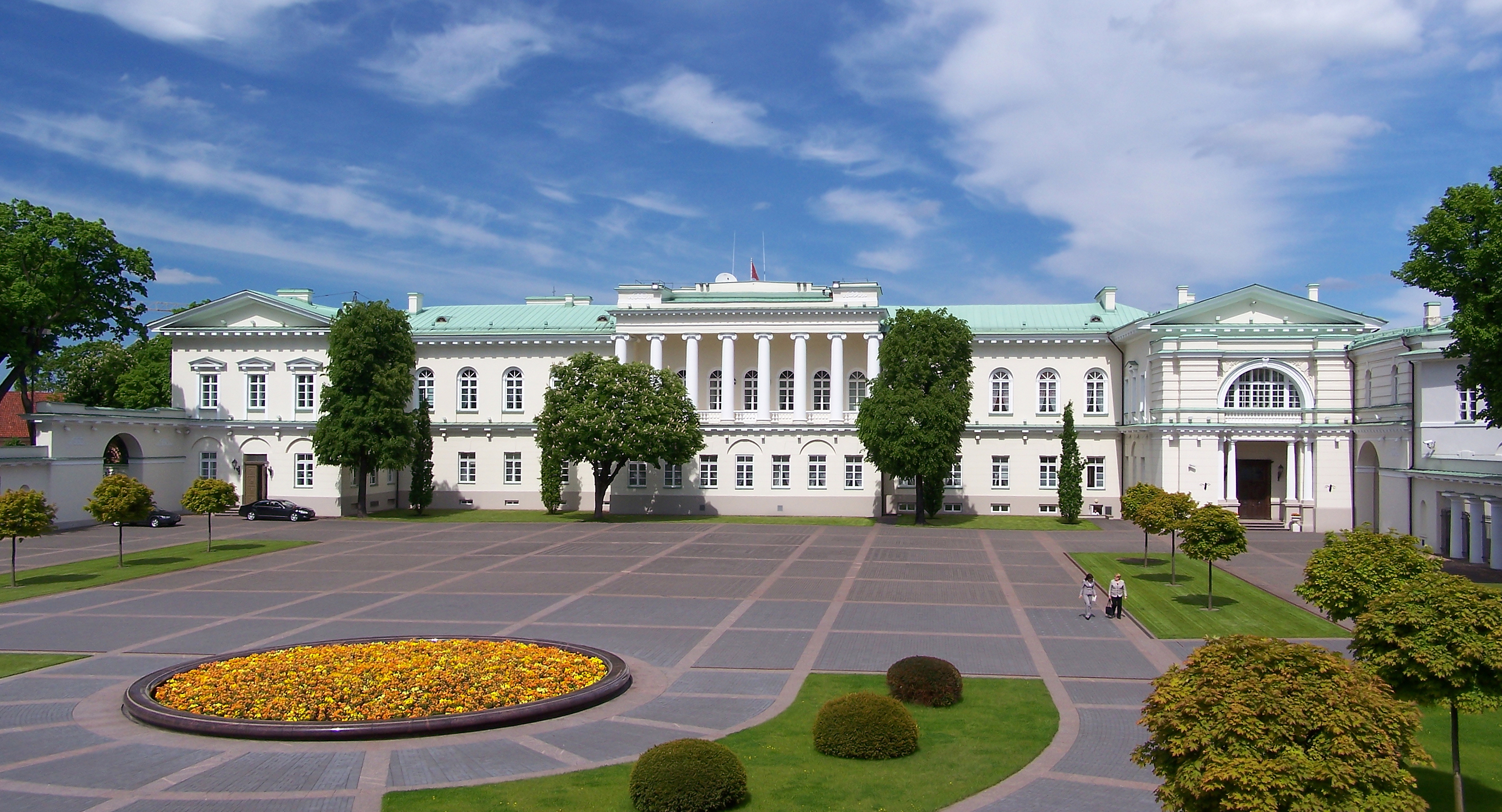
Внутренний двор дворца

После третьего раздела Речи Посполитой, когда Великое княжество Литовское и его столица оказались в составе Российской империи, дворец с 1795 года стал официальной резиденцией генерал-губернатора Северо-западного края, местом его жительства и служебной деятельности. Вместе с тем он становился местом временного пребывания во время остановок государей и других высокопоставленных лиц при более или длительных остановках в Вильне: во дворце в 1797 году жил император Павел I и его сыновья великие князья Александр и Константин; в том же году здесь останавливался польский король Станислав Август Понятовский, в 1804 году — будущий король Франции Людовик XVIII, в 1812 году — прусский король Фридрих Вильгельм III с сыном Вильгельмом.
Во дворце жил М. И. Кутузов, дважды занимавший должность литовского генерал-губернатора (1800—1801, 1809—1811). С апреля 1812 года здесь жил российский император Александр I со своей свитой, затем Наполеон. В конце 1812 года во дворец вернулся Кутузов, уже в должности главнокомандующего русской армии; перед дворцом состоялась торжественная встреча Александра I. Во время праздновании победы над Наполеоном во дворце Кутузову был вручен орден Святого Георгия первой степени.  Император Александр I во дворце останавливался также в ноябре 1815 и сентябре 1819 годов, Николай I — в октябре и декабре 1821, в апреле 1822, августе 1837 и мае 1850 года, Александр II — в июле 1849, мае 1850, сентябре 1858, октябре 1860, июле 1864 и июне 1867 года, Александр III вместе с наследником (впоследствии Николаем II) — в августе 1884 года.
В 1804 году дворец был перестроен и расширен по проекту виленского губернского архитектора К. А. Шильдгауза. В 1819 году Александр I поручил перестроить и увеличить дворец придворному архитектору В. П. Стасову, отцу критика В. В. Стасова. Перестройка по проекту известного петербургского архитектора (детальная разработка проекта принадлежит Жозефу Пусье) началась в марте 1824 года под руководством архитектора Кароля Подчашинского. Для реализации проекта, привязанного к неточному плану местности, пришлось снести несколько университетских зданий, чтобы не перегораживать улицу.

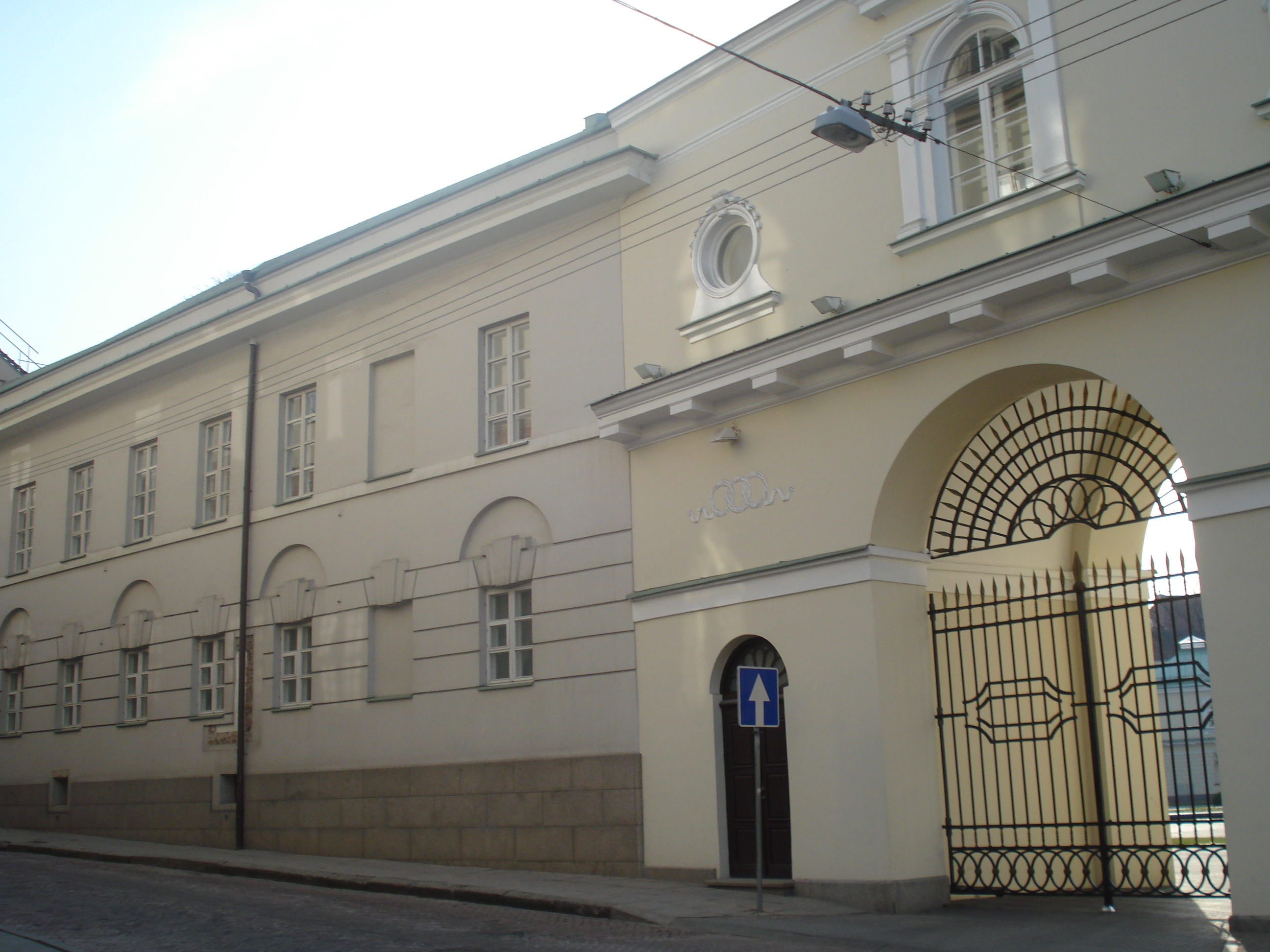
Ворота с переходом в Канцелярию Президента

Западная часть прежнего здания бывшего епископского дворца, разобранная из-за ветхости построек до фундаментов, была включена в состав нового дворца, восточная часть возведена заново. Строительные работы завершились в 1827 году, обустройству интерьеров продолжилось до 1832 года. С той поры дворец приобрёл свой современный вид.
Отрезанная от дворцового сада его часть была отведена под площадь перед дворцом. На площади в 1832 году был устроен фонтан. При сооружении на площади памятника Михаилу Муравьёву (открыт в 1898 году, в 1915 году эвакуирован) фонтан был снят. При капитальном ремонте и реконструкции в 1903 году над воротами со стороны улицы Дворцовой (ныне Университето) надстроен переход из дворца в соседнее административное здание (ныне Канцелярия Президента); тогда же в здание было проведено электричество.

### Дворцовая церковь
С 1819 года во дворце действовала домовая церковь Святого благоверного князя Александра Невского. Она перестраивалась при перестройке дворца Стасовым и позднее, при реконструкции в 1903 году. Иконостас в церкви был разборным; этот походный иконостас служил императору Александру I во время войны 1812 года и был им пожертвован дворцовой домовой церкви.
У обоих клиросов стояли дубовые киоты искусной работы с иконами Святого Александра Невского и Покрова Святой Богородицы — дар чиновников генерал-губернаторского управления в память избавления Александра I от покушения на него в Париже (совершённого А. Березовским; 1867) и спасения царственной семьи при крушении императорского поезда в Борках (1888). Две иконы в позолоченных ризах Святого Архистратига Михаила и Святого Александра Невского пожертвованы чиновниками генерал-губернаторской канцелярии в память управления краем Муравьёвым. Среди утвари имелись литургические сосуды XVIII века, подаренные Александром II четыре серебряные лампады и евангелие 1618 года. Службы совершались по воскресным и праздничным дням.

### Музей графа М. Н. Муравьёва

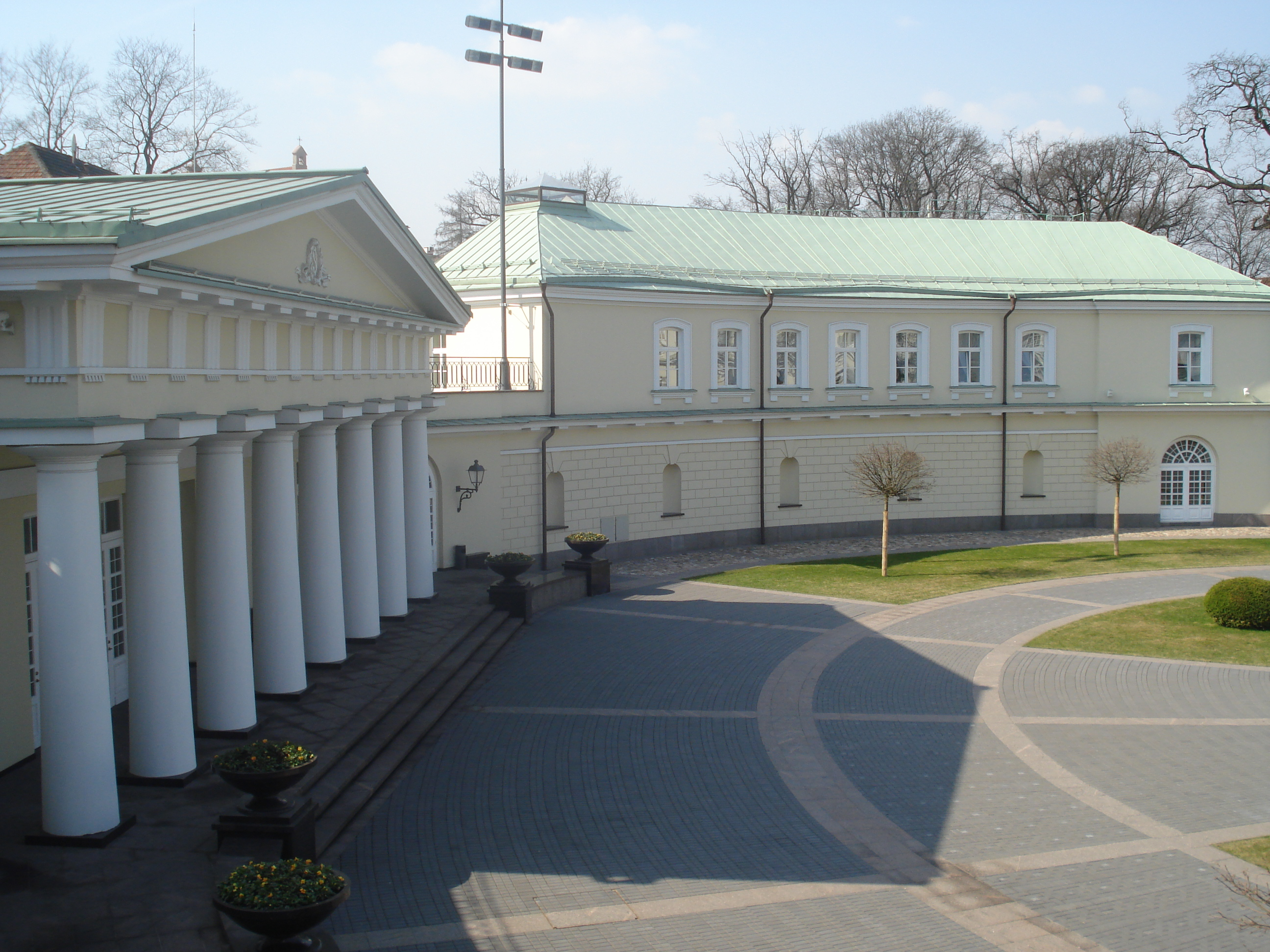
Кордегардия (слева; ныне Колонный зал)

В 1901—1915 годах в одноэтажном здании кордегардии располагался Музей графа М. Н. Муравьева. Толчком к его созданию стала посвящённая Муравьёву выставка в Виленской публичной библиотеке, приуроченная к открытию памятника Муравьёву на площади перед дворцом (1898). По докладу помощника попечителя Виленского учебного округа А. В. Белецкого генерал-губернатор В. Н. Троцкий испросил соизволение императора на открытие Муравьёвского музея. Музеем заведовала комиссия под председательством Белецкого, в которую входили управляющий канцелярией виленского генерал-губернатора А. Н. Харузин, полковник А. В. Жиркевич, протоиерей православного Кафедрального собора Иоанн Котович, Ю. Ф. Крачковский и другие. Заведующим музеем состоял В. Г. Никольский, членом-сотрудником — редактор «Московских ведомостей» В. А. Грингмут.
В музее были собраны различные предметы, касающиеся Муравьёва и его эпохи в истории Северо-Западного края: личные вещи (письменный стол, два кресла, трость, шандал, печать и другие), документы, фотографии лиц и групп, изображения храмов и других зданий, сценок из жизни края в управление Муравьёвым, возложенные к памятнику венки (из них пять серебряных, один фарфоровый). Для посещения публикой музей был открыт дважды в неделю, по вторникам и пятницам.

### XX век

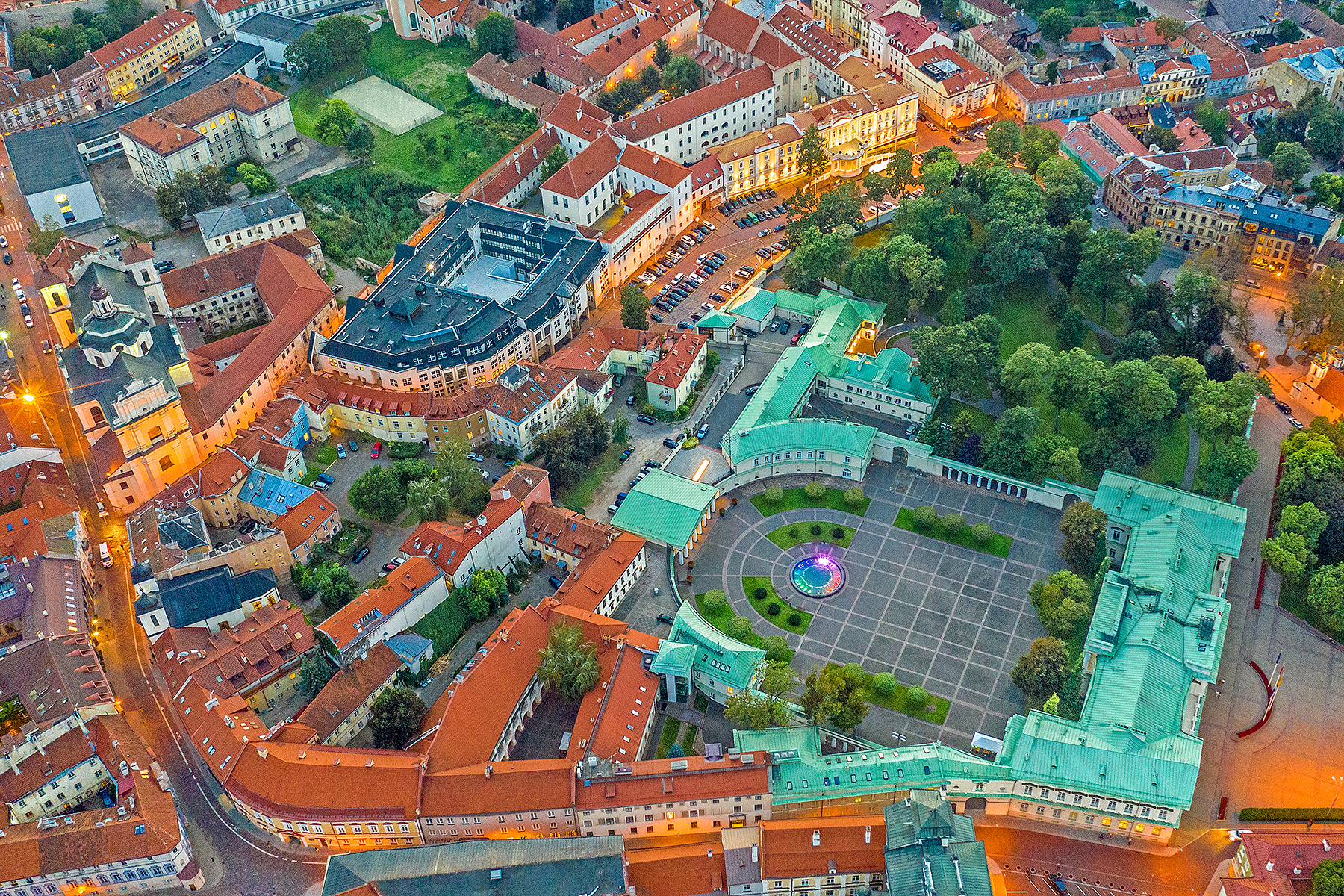

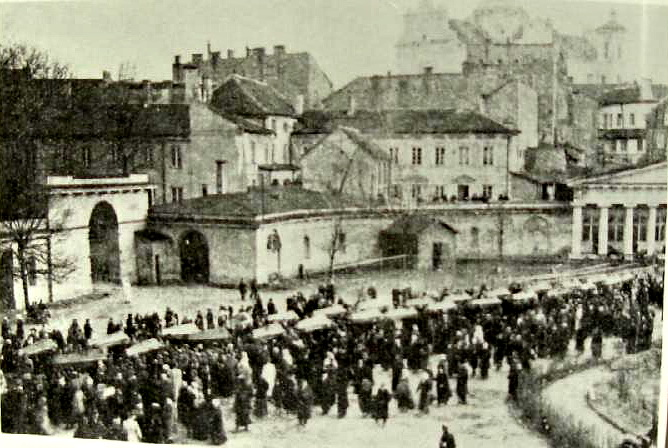
Траурная церемония прощания с польскими солдатами, павшими в боях за Вильно, во дворе дворца (апрель 1919 года)

После Первой мировой войны в 1920 году во дворце короткое время располагались министерство иностранных дел Литовской Республики и Литовское телеграфное агентство  (ELTA).
После включения Вильно и Виленского края в состав польского государства здание было обращено в Репрезентативный дворец Речи Посполитой. Некоторое время во дворце жил Юзеф Пилсудский; дворец занимал фактический глава Срединной Литвы генерал Люциан Желиговский, здесь же останавливались президенты Польши Станислав Войцеховский и Игнацы Мосцицкий. На первом этаже находилась квартира виленского воеводы, в залах на втором этаже устраивались торжественные приёмы. В 1939 году, когда город был передан Литве, планировалось разместить во дворце резиденцию президента Литовской Республики.
После Второй мировой войны дворец стал Домом офицеров Советской Армии. Здесь действовал кинотеатр, в парке — вместительный летний театр; в Доме офицеров проводились занятия народного университета культуры, концерты, карнавалы, гастрольные выступления театральных и музыкальных коллективов, в Белом зале — танцевальные вечера.

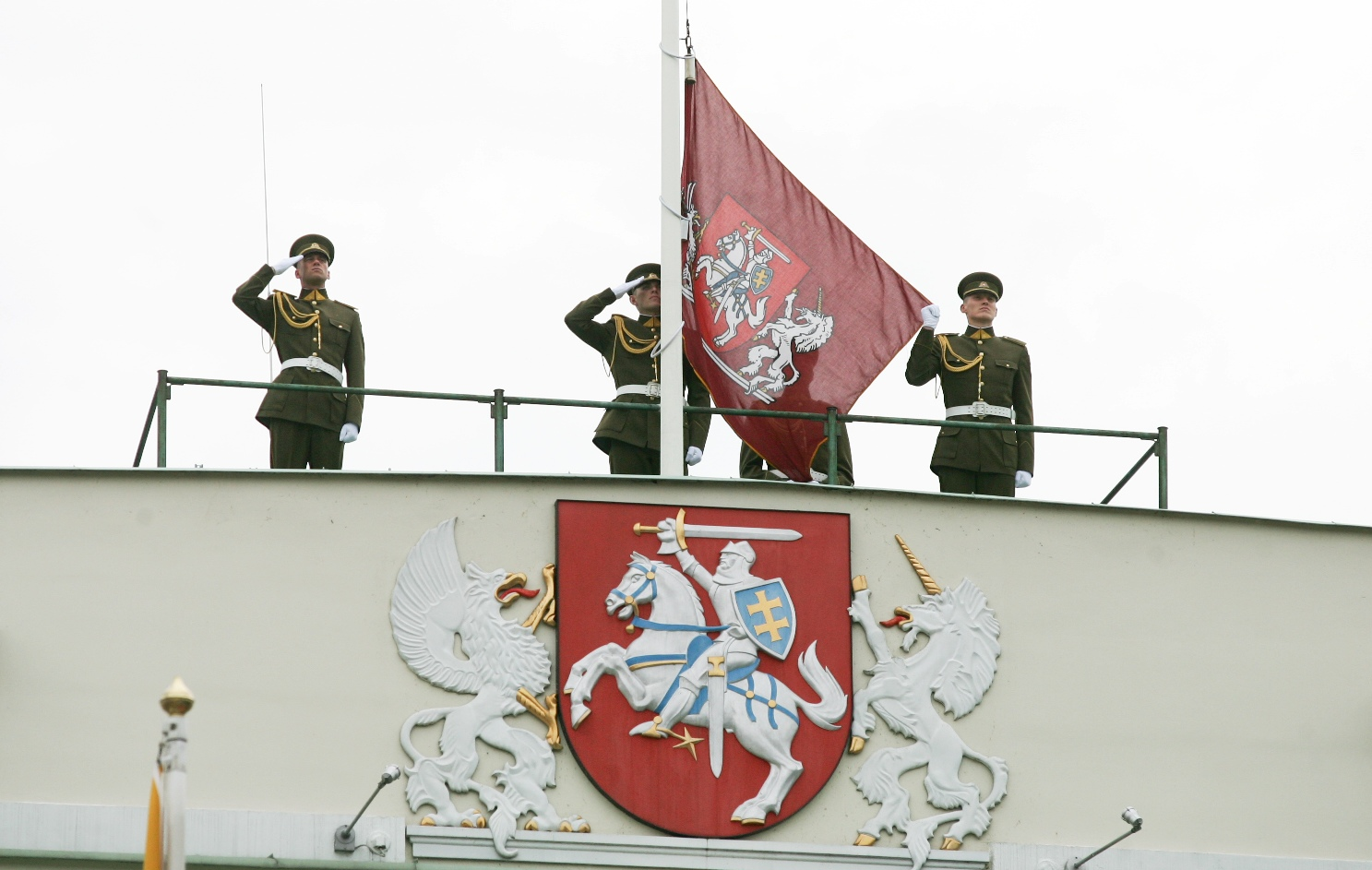
Церемония поднятия флага во время инаугурации Дали Грибаускайте (2009)

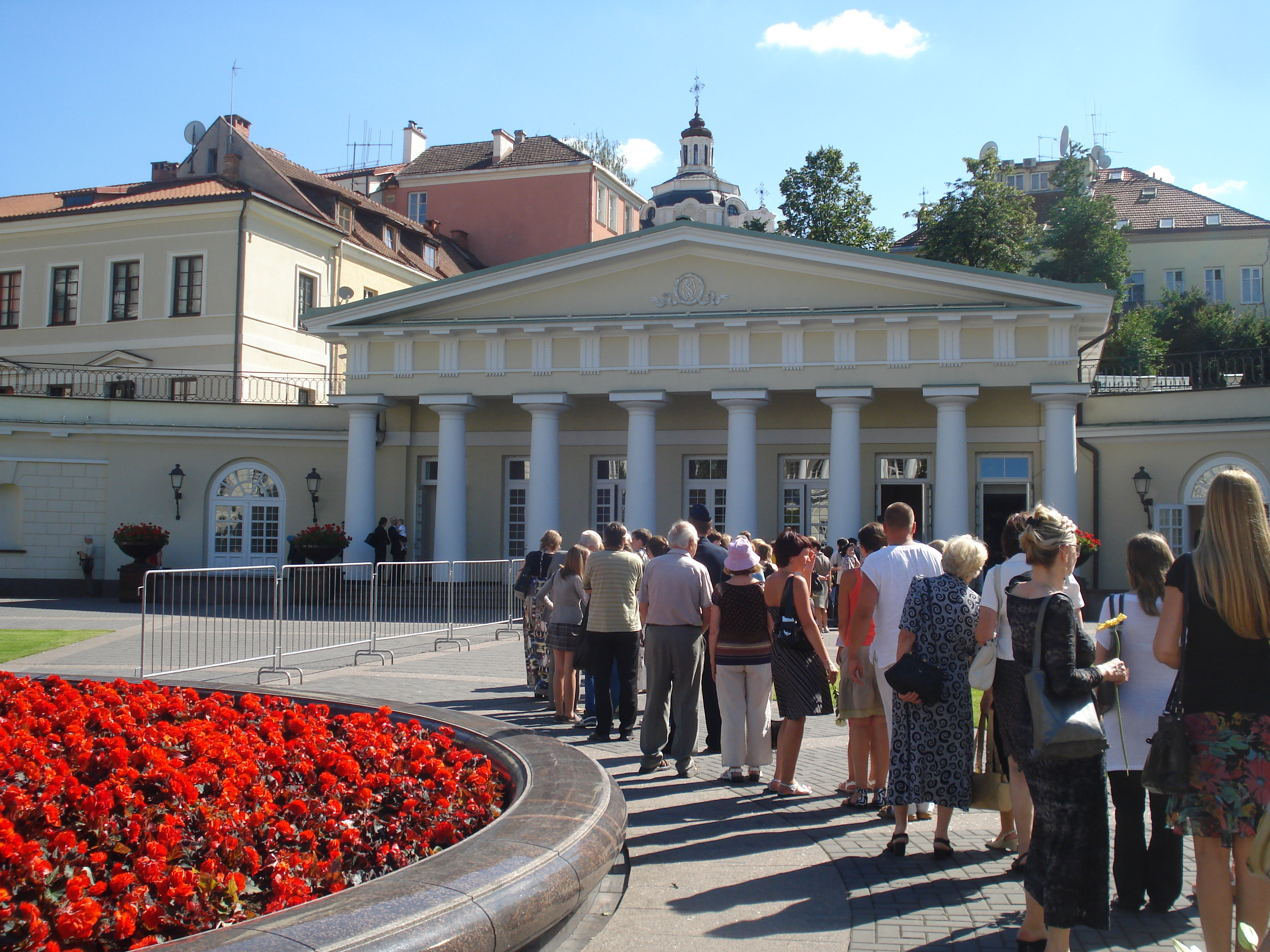
Очередь в Колонный зал желающих проститься с покойным А. Бразаускасом

В 1980-х годах здание использовалось как Дворец работников искусств с четырьмя залами (Большой, Белый, Красный, Зелёный), гостиной и фойе. Здесь проводились выставки, концерты, литературно-музыкальные вечера. В 1975 году была проведена реставрация дворца (главный архитектор проекта Р. Казлаускас).
После восстановления независимости Литвы часть помещений дворца некоторое время занимало посольство Франции.
В конце 1995 года начались реставрационные работы, по завершении которых в 1997 году дворец стал официальной резиденцией Президента Литвы; первым главой государства, занявшим её, стал Альгирдас Бразаускас.
Во время работ по устройству резиденции президента Литвы в помещениях, в которых сохранились элементы декора или имелась информация о характере этих элементов, восстанавливался исторический интерьер. В помещениях первого этажа прежний декор не сохранился; новая мебель и оборудование подбирались и изготовлялись с ориентацией на материалы и формы, присущие позднему классицизму. Уничтоженные при прежних перестройках интерьеры западной части второго этажа были спроектированы заново. При переоборудовании дворца в президентскую резиденцию главный фасад украсил герб Литвы. Над парапетом с гербом поднят флаг президента, когда президент пребывает во дворце и вообще в Вильнюсе.
В Колонном зале президентского дворца, где 29 июня — 1 июля 2010 года находился гроб с телом Альгирдаса Бразаускаса, проходила церемония прощания с экс-президентом нынешних и бывших руководителей страны, дипломатов, зарубежных бывших и нынешних глав государств, отдельных граждан.

## Архитектура

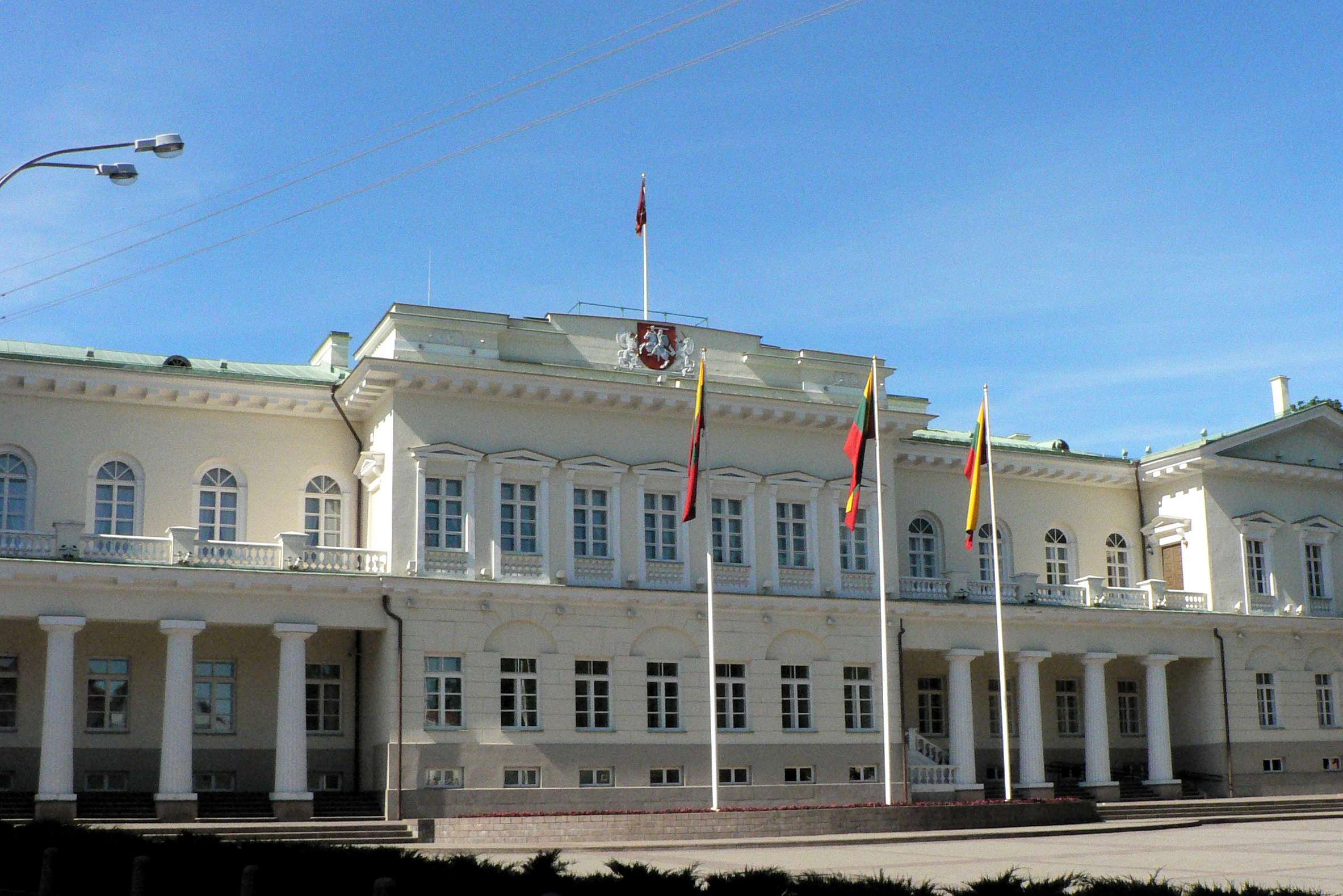
Главный фасад. Центральная часть

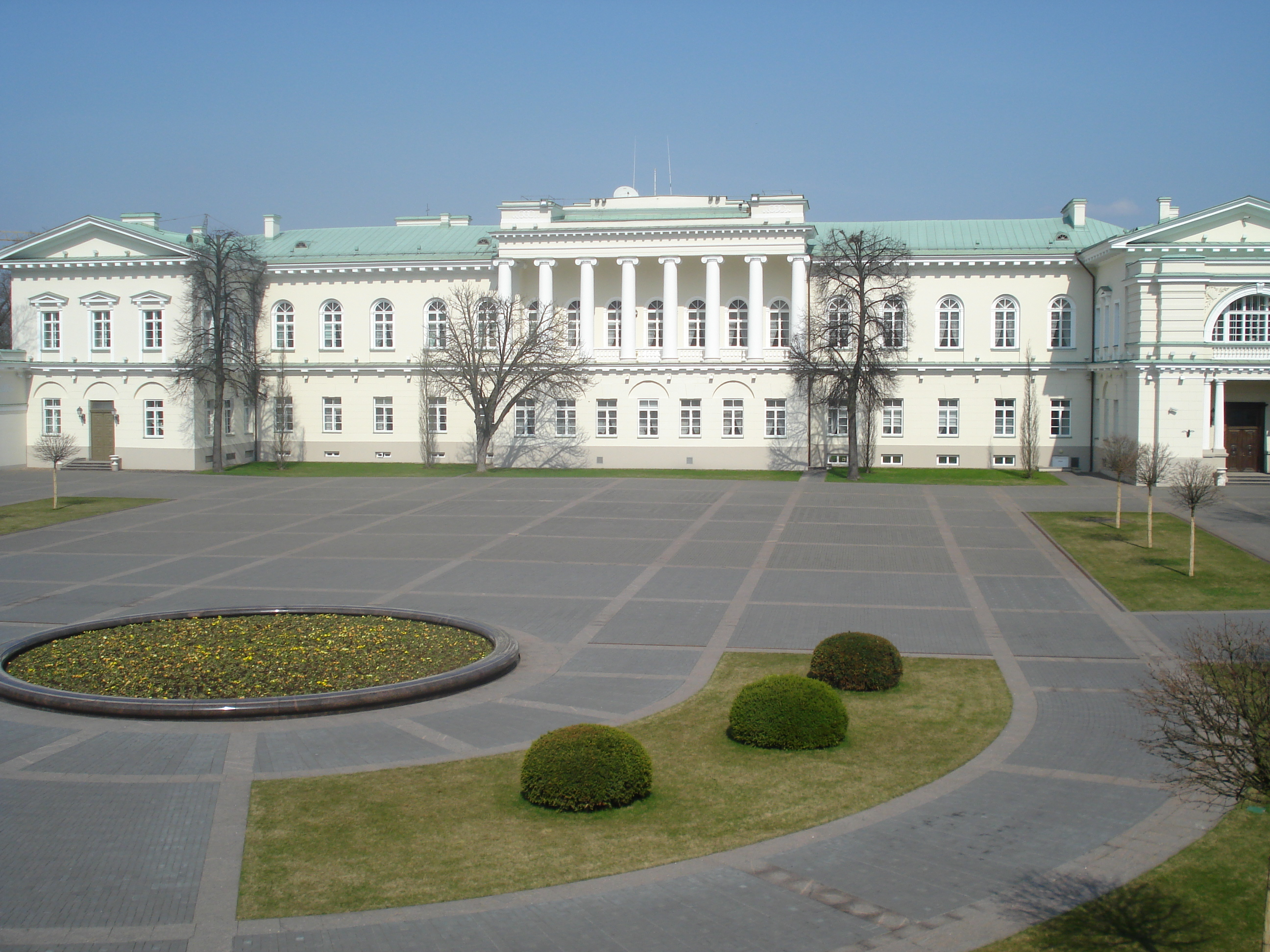
Дворовый фасад

Комплекс построек президентского дворца, внутреннего двора и обширного парка образуют единый замкнутый дворцовый ансамбль. Он состоит из собственно двухэтажного дворца, парадного внутреннего двора подковообразной формы с колоннадами, прилегающего к двору парка, колонного зала в здании прежней кордегардии и хозяйственных и административных построек.
Дворец построен в стиле позднего классицизма (нередко архитектуру дворца относят к ампиру, понимаемому как отличный от классицизма стиль) с присущими ему регулярностью планировки и чёткостью объемной формы, симметрично-осевыми композициями, сдержанностью декоративного убранства, монументальностью колонн.
Здание в плане прямоугольной формы с тремя ризалитами. Главный фасад, выходящий на площадь, и фасад, выходящий во двор, равноценны и решены различно, но одинаково торжественны. На фасаде со стороны площади ризалиты связываются двумя дорическими колоннадами в один прямой ряд. Центральный ризалит завершается парапетом, ризалиты по краям здания — низкими треугольными фронтонами. Средний ризалит дворового фасада акцентируется ионической колоннадой из восьми колонн с балконом — галереей второго этажа; боковые ризалиты выдвинуты вперёд.
Комнаты первого этажа располагаются в коридорной системе, на втором этаже сохранилась характерная для дворцов такого типа анфиладная система помещений. В архитектурном отношении наибольший интерес представляют залы второго этажа, декорированные в XIX веке, с лепными композициями на потолках.
Напротив дворца стоит одноэтажное здание кордегардии с дорическим порталом.